# Carl Arp

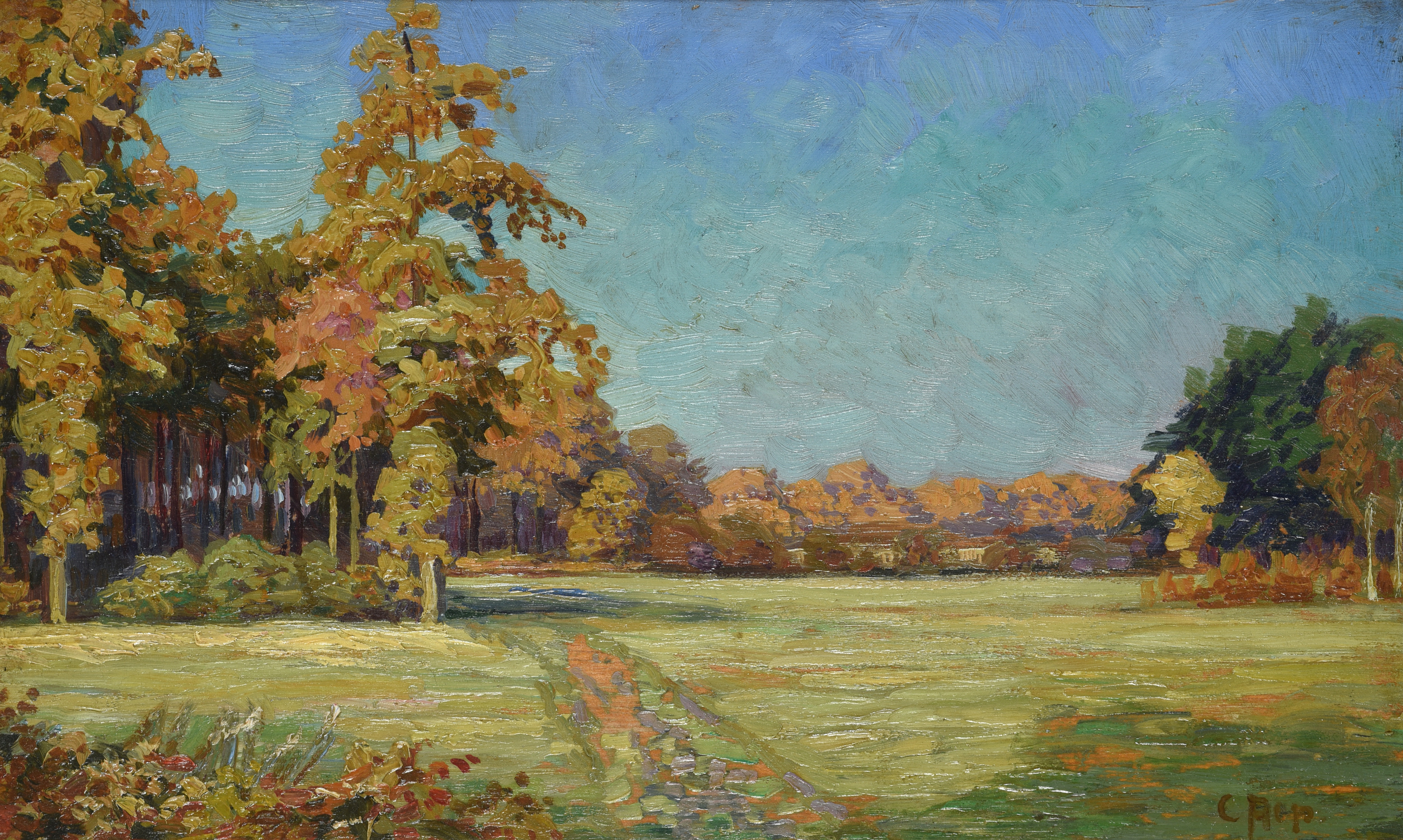
Der Weimarer Park (um 1890)

Carl Arp (* 3. Januar 1867 in Kiel; † 6. Januar 1913 in Jena) war ein deutscher Landschaftsmaler.

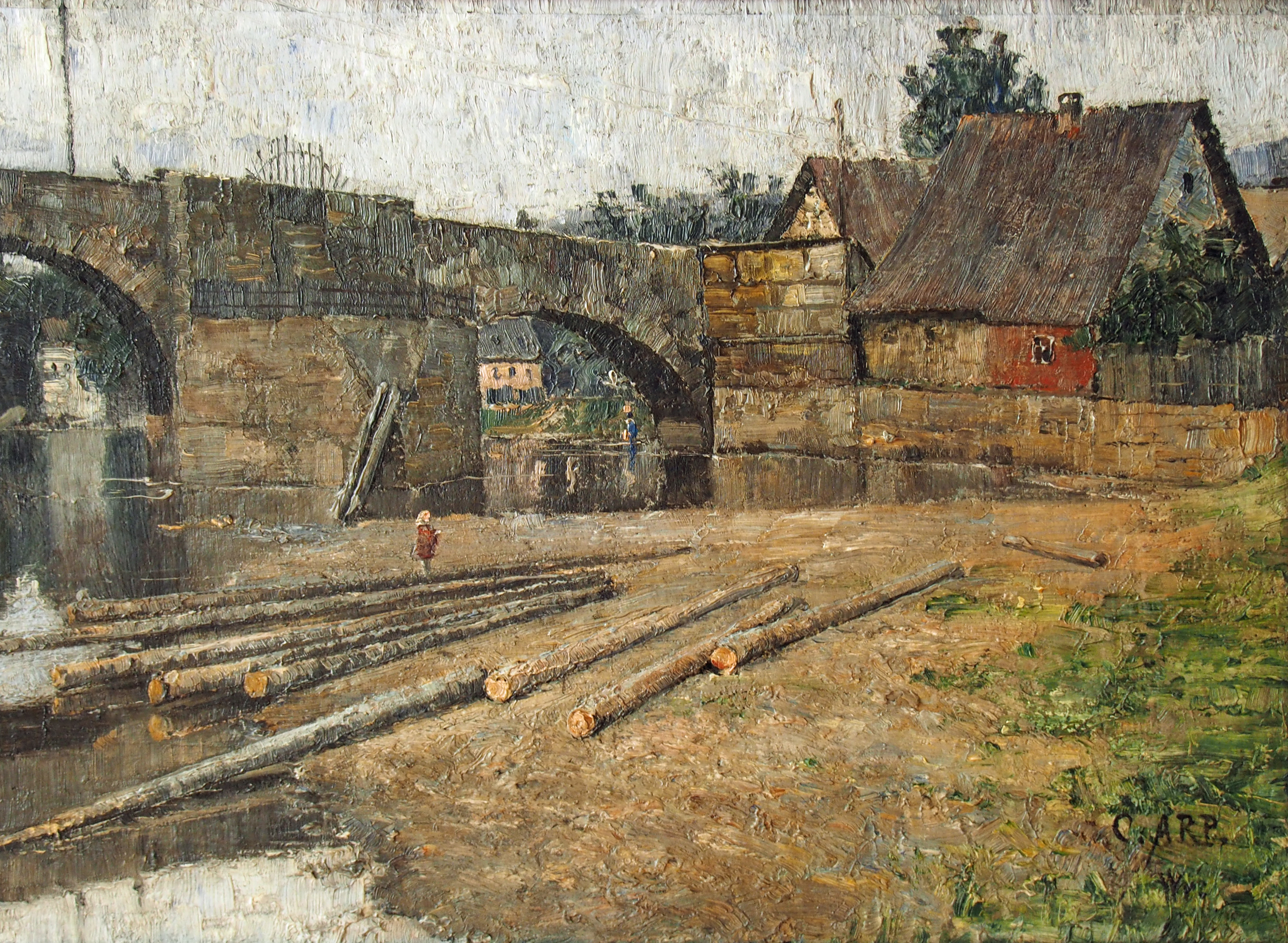
Die alte Brücke in Saalfeld (1889)

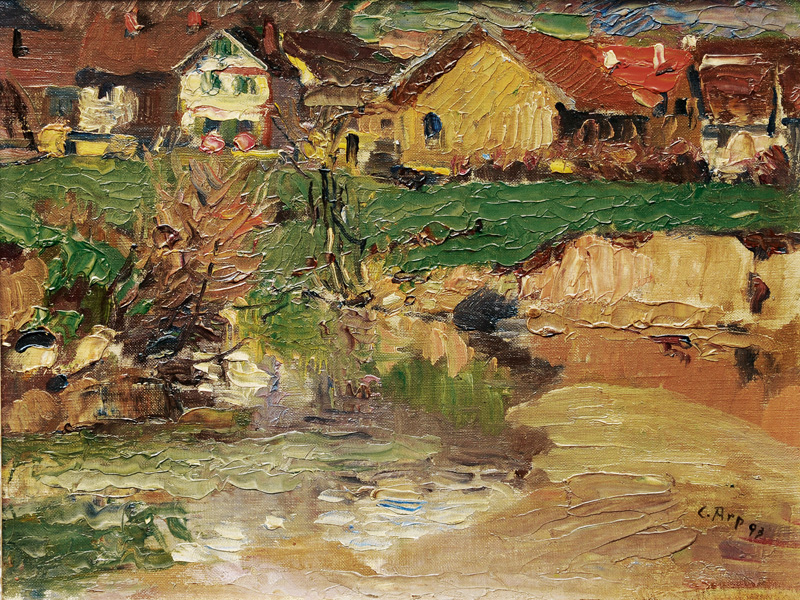
Dorf am Wasser, 1893

## Leben
Carl Arp ist vor allem als Landschaftsmaler, Gründungsmitglied der Schleswig-Holsteinischen Kunstgenossenschaft und Vertreter der Weimarer Malerschule bekannt geworden. Arp studierte ab 1886 bei Theodor Hagen und Leopold von Kalckreuth an der Weimarer Kunstschule, der späteren Akademie Weimar, und verbrachte danach mehrere Jahre in Italien. Er gilt als einer der Hauptvertreter des "plein air", d. h. der Freilichtmalerei.
1891 nahm er das Studium bei Th. Hagen in Weimar wieder auf, verließ die Kunstschule aber 1894 ohne Abschluss, da der Großherzog Arps Bilder aus der Permanenten Ausstellung durch "allerhöchsten Befehl" hatte entfernen lassen. Danach arbeitete er an wechselnden Orten, u. a. in Kiel und Weimar, unternahm zahlreiche Reisen. 1912 wurde ihm der Professorentitel verliehen. Eine enge Freundschaft verband ihn mit Christian Rohlfs.
Arp lehrte in Kiel und Weimar und hatte Ausstellungen in München, Berlin und Düsseldorf. Seine Werke sind ausgestellt in Kiel, Danzig und Weimar.
Arp war ein Vetter des Malers, Bildhauers und Lyrikers Hans Arp.
Im Zweiten Weltkrieg wurde ein Schiff nach ihm benannt, die von der Luftwaffe vor Dünkirchen versenkte und wieder seetüchtig gemachte ehemalige SS Cap Tafelneh.

## Werke
Arps Werke sind in der Regel Ölgemälde und Aquarelle deutscher Landschaften mit Motiven aus seiner Heimat in Schleswig-Holstein – so malte er 1892 in Gothmund – und der Kieler Förde sowie von seinen Reisen nach Süddeutschland, in die Alpen und Italien.
- An den Schleusen, oil on board, Breite 75 cm, Höhe 54 cm
- Giardino Publico, Venedig, oil on board, Breite 31 cm, Höhe 24 cm
- Matterhorn, oil on board, Breite 16,5 cm, Höhe 21,5 cm
- Matterhorn, 1912, Öl auf Leinwand, Breite 100,5 cm, Höhe 75 cm
- Tauwetter, 1910, Öl auf Leinwand, Breite 77 cm, Höhe 54 cm
- Taormina, 1895, Öl auf Leinwand, Breite 73 cm, Höhe 40 cm